# Antos
Antos (románul Antăș) falu Romániában, Kolozs megyében, Déstől 27 kilométer távolságra.

## Története
Első említése 1437-ből származik Anthus néven. További névváltozatok: Anthos (1507), Anthosfalva (1713). Alparét tartozékaként ennek birtokosai uralták. Hajdani lakói szlávok voltak, akik idővel elmagyarosodtak, de a 16. században már román településként tartották számon. 1726-30 körül a görögkeleti felekezethez tartozó lakosai görögkatolikussá tértek át.
1886-ban 200 görögkatolikus és 4 zsidó lakosa volt, 1891-ben a 240 lakos közül 222 görögkatolikus, 2 görögkeleti és 10 izraelita.
1900-ban 277, 1920-ban 307, 1941-ben 754, 1966-ban 179, 1992-ben 44 lakosa volt, többségükben románok.